# Bunt rojstów
Bunt rojstów – zbiór reportaży Józefa Mackiewicza opublikowany w 1938 roku. Reportaże, które złożyły się na zbiór powstały w przeciągu trzech lat, od 1935 do 1937 roku i wszystkie były drukowane na łamach "Słowa".
Tytuł nawiązuje do rojstów, podmokłych obszarów na Litwie, porośniętych niską roślinnoscią, które są stałym elementem krajobrazu kresowego.
Publikacja dekonstruuje mit Kresów Wschodnich, przedstawiając rzeczywiste życie mieszkańców tamtejszych wsi i miasteczek, którzy zmuszeni byli do codziennego mierzenia się z biedą, fatalną sytuacją gospodarczą oraz konfliktami narodowościowymi. Książka zdaniem wielu krytyków odniosła sukces i pokazała jak sfałszowany obraz ziem wschodnich funkcjonował w polskim dyskursie publicznym.
W tekstach reportaży autor przede wszystkim wskazuje na kwestie, które były przeszkodami w zrównoważonym rozwoju społecznym i gospodarczym wschodnich województw. Pisze o fatalnej komunikacji, zwracając uwagę na trudne warunki geograficzne oraz zbyt małe środki na rozwój dróg. Opisuje fatalną sytuację gospodarczą, by wyeksponować brak kompletnego planu rozwoju, który pozwoliłby zintegrować się tym ziemiom z II Rzeczpospolitą.  Wspominając o napięciach na linii narodowościowej i wyznaniowej, zauważa, że administracja państwowa, zamiast je rozładowywać i integrować wszystkich obywateli międzywojennej Polski, w imię prywatnych interesów jedynie podsyca wzajemną niechęć i tworzy wrogie polskiej państwowości zaplecze na zagrożonej wschodniej granicy.